# Le storie di Passato e presente
Le storie di Passato e presente è un programma televisivo di divulgazione storica prodotto dalla Rai, andato in onda dall'11 ottobre al 3 dicembre 2021 su Rai 3 in fascia pomeridiana e in replica serale su Rai Storia.
La trasmissione è composta da quaranta puntate, realizzate a partire dall'archivio delle quattro edizioni precedenti di Passato e presente. Segue lo stesso format del programma originario, che prevede l'interazione tra il conduttore Paolo Mieli, l'ospite della puntata e tre giovani studenti universitari.

## Puntate
| Nº | Titolo                                        | Professore ospite                                                      | Giovani storici ospiti | Data             | 1º libro | 2º libro | 3º libro |
| -- | --------------------------------------------- | ---------------------------------------------------------------------- | --- | ---------------- | --- | --- | --- |
| 1  | Roma l'alto impero                            | Alessandro Barbero, Umberto Roberto, Francesca Cenerini                | Michela Ventriglia, Maria Grazia Cinti, Francesca Fanelli, Alessia Amante, Chiara Gelso                                                                          | 11 ottobre 2021  | Edward Champlin, Nerone, Roma-Bari, Laterza, 2005                                                                                     | Filippo Coarelli (a cura di), Divus Vespasianus. Il bimillenario dei flavi, Electa, 2009                                                           | Julian Bennet, Trajan, optimus princeps. A life and times, London-New York, Routledge, 1997                                                                   |
| 2  | Gli esordi del Nazismo                        | Emilio Gentile                                                         | Samuel Boscarello, Annabella De Robertis, Gregorio Staglianò, David Ognibene, Carolina Germini, Ada Nardacchione, Marco Mercato, Guglielmo Motta, Alessia Masini | 12 ottobre 2021  | George L. Mosse, Il razzismo in Europa, Laterza, 2003                                                                                 | Lionel Richard, Nazismo e cultura, Garzanti, 1982                                                                                                  | Hans Hoehn, L'ordine nero, Garzanti, 1968 |
| 3  | Nord Africa i leader della decolonizzazione   | Leila El Houssi, Alessia Melcangi, Giorgio Del Zanna                   | Charlotte Marincola, Cristiano La Lumia, David Ognibene, Roberta La Fortezza, Eliana Riva, Pietro Sorace, Emanuela Lucchetti                                     | 13 ottobre 2021  | Kenneth Perkins, Tunisia. La via pacifica all'indipendenza, Beit, 2013                                                                | Massimo Campanini, Storia dell'Egitto contemporaneo, Il Mulino, 2017                                                                               | Angelo Del Boca, Gheddafi. Una sfida dal deserto, Laterza, 2014                                                                                               |
| 4  | Prigionieri nella II guerra mondiale          | Isabella Insolvibile, Chiara Colombini, Daniela Caglioti               | Annabella De Roberti Saverio Albertano Emanuela Lucchetti Michele Pajero Ada Nardacchione                                                                        | 14 ottobre 2021  | Flavio Giovanni Conti, I prigionieri italiani negli Stati Uniti, Il Mulino, 2012                                                      | Marco Avagliano, Marco Palmieri Gli internati militari italiani. Diari e lettere dai lager nazisti 1943-1945, Einaudi, 2009                        | Daniela Caglioti, War and citizenship. Enemy aliens and national belongin from the French revolution to the first World War, Cambridge University Press, 2021 |
| 5  | I papi postconciliari                         | Agostino Giovagnoli, Alberto Melloni, Marco Impagliazzo                | Ada Nardacchione Carla Oppo Marcello Reggiani Martina Antonini Emanuela Lucchetti Ilaria Stevanin Mario Sanseverino                                              | 15 ottobre 2021  | Gianni La Bella, L'umanesimo di Paolo VI, Rubbettino, 2015                                                                            | Albino Luciani, Illustrissimi, Edizioni Il Messaggero, 1976                                                                                        | Andrea Riccardi, Giovanni Paolo II. La biografia, San Paolo, 2011                                                                                             |
| 6  | Roma dal vecchio al nuovo impero              | Franco Cardini, Umberto Roberto, Alessandro Barbero                    | | 18 ottobre 2021  | Peter Brown, Il mondo tardo antico, Einaudi, 2017                                                                                     | Santo Mazzarino, L'impero romano. Volume 2, Laterza, 1973                                                                                          | Jacob Burckhardt, L'età di Costantino il grande, SE, 2020 |
| 7  | Il progetto di conquista del III Reich        | Ernesto Galli Della Loggia                                             | | 19 ottobre 2021  | Gheorghi Dimitrov, Il processo di Lipsia, Roma, Editori Riuniti, 1972.                                                                | John Lukacs, Cinque giorni a Londra. Maggio 1940, Milano, Corbaccio, 2001.                                                                         | Jens Petersen, Hitler e Mussolini. La difficile alleanza, Laterza, 1975.                                                                                      |
| 8  | Ritratti di donne del '900                    | Alessandra Tarquini, Maria Giuseppina Muzzarelli, Valeria Paola Babini | | 20 ottobre 2021  | Sibilla Aleramo, Una donna, Feltrinelli, 2013.                                                                                        | Manuela Soldi, Rosa Genoni. Moda e politica. Una prospettiva femminista fra 800 e 900, Venezia, Marsilio, 2019                                     | Valeria P. Babini e Luisa Lama, Una donna nuova. Il femminismo scientifico di Maria Montessori, Milano, Franco Angeli, 2000                                   |
| 9  | Il primo dopoguerra                           | Emilio Gentile, Giovanni Sabbatucci, Francesco Perfetti                | | 21 ottobre 2021  | Serge Noiret, La nascita del sistema dei partiti nell'Italia contemporanea. La proporzionale del 1919, Manduria, Lacaita, 1994        | Paolo Spriano, L'occupazione delle fabbriche. Settembre 1920, Torino, Einaudi, 1964                                                                | Raoul Pupo, Fiume città di passione, Bari-Roma, Laterza, 2018                                                                                                 |
| 10 | La rivoluzione francese                       | Gilles Pécout                                                          | | 22 ottobre 2021  | Michel Vovelle, La Rivoluzione Francese 1789-1799, Milano, Guerini, 2003                                                              | Haim Burstin, Rivoluzionari. Antropologia politica della Rivoluzione francese, Roma-Bari, Laterza, 2016                                            | Alain Pillepich, Napoleone e gli italiani, Il Mulino, 2005 |
| 11 | Gli imperi medievali                          | Alessandro Barbero                                                     | | 25 ottobre 2021  | Alessandro Barbero, Carlo Magno. Un padre dell'Europa, 2006                                                                           | Silvia Ronchey, Lo stato bizantino, Einaudi, 2007                                                                                                  | Wolfgang Sturner, Federico II e l'apogeo dell'impero, Salerno, 2009                                                                                           |
| 12 | Gli italiani nella II guerra mondiale         | Amedeo Osti Guerrazzi, Marco Mondini, Isabella Insolvibile             | | 26 ottobre 2021  | Giorgio Rochat, Le guerre italiane 1935-1943. Dall'impero d'Etiopia alla disfatta, Einaudi, 2005                                      | Maria Teresa Giusti, La campagna di Russia 1941-1943, Il Mulino, 2016                                                                              | Hermann Frank Meyer, Il massacro di Cefalonia. La 1ª divisione da montagna tedesca, Gaspari, 2013                                                             |
| 13 | La Russia comunista                           | Giovanni Sabbatucci, Silvio Pons, Lucio Villari                        | | 27 ottobre 2021  | Andrea Graziosi, L'Unione Sovietica 1914-1991, Il Mulino, 2011                                                                        | Boris Souvarine, Stalin, Adelphi, 2017 | Lev Trotskij, La mia vita. Tentativo di autobiografia, Mondadori, 1933                                                                                        |
| 14 | Il fascismo e l'italiano nuovo                | Paola Salvatori, Alessandra Tarquini, Ernesto Galli Della Loggia       | | 28 ottobre 2021  | Carmen Betti, L'Opera nazionale Balilla e l'educazione fascista, La Nuova Italia, 1983                                                | Gabriella Klein, La politica linguistica del fascismo, Il Mulino, 1986                                                                             | Vittorio Vidotto, Roma Contemporanea, Laterza, 2006 |
| 15 | L'America degli anni Venti                    | Mauro Canali, Ferdinando Fasce, Lucio Villari                          | | 29 ottobre 2021  | Michael Parrish, L'età dell'ansia. Gli Stati Uniti dal 1920 al 1941, Il Mulino, 1995                                                  | Thomas Brothers, Louis Armstrong. Master of modernism, Norton & Company, 2014                                                                      | John Galbraith, Il grande crollo, Rizzoli, 1954 |
| 16 | Storie di santi e mistici                     | Alberto Melloni, Maria Chiara Giorda, Maria Giuseppina Muzzarelli      | | 1 novembre 2021  | Peter Brown, Agostino d'Ippona, Einaudi, 2013                                                                                         | Benedetto Calati e Attilio Stendardi (a cura di), Dialoghi di Gregorio Magno, Città Nuova, 2001                                                    | André Vauchez, Caterina da Siena. Una mistica trasgressiva, Laterza, 2016                                                                                     |
| 17 | America tra sogni e paure                     | Mauro Canali                                                           | | 2 novembre 2021  | Anthony Summers, La vita segreta di J. Edgar Hoover, Bompiani, 1993                                                                   | James Campbell, Questa è la beat generation, Guanda, 2001                                                                                          | Andrew Smith, Polvere di Luna. La storia degli uomini che sfidarono lo spazio, Cairo, 2006                                                                    |
| 18 | Gli anni del boom                             | Elena Papadia, Enrica Asquer, Silvia Salvatici                         | | 3 novembre 2021  | Emanuela Scarpellini, L'Italia dei consumi. Dalla belle époque al nuovo millennio, Laterza, 2008                                      | Guido Crainz, Storia del miracolo italiano, Donzelli, 1996                                                                                         | Perry Willson, Italiane. Biografia del novecento, Laterza, 2011                                                                                               |
| 19 | La Grande Guerra                              | Barbara Bracco, Alessandro Barbero, Giovanni Sabbatucci                | | 4 novembre 2021  | Gabriele D'Annunzio, Notturno, ED. Vari, 1921                                                                                         | Giovanna Procacci, Soldati e prigionieri italiani nella Grande Guerra, Bollati Boringhieri, 2016                                                   | George L. Mosse, La prima guerra mondiale. Dalla tragedia al mito dei caduti, Laterza, 2002                                                                   |
| 20 | Dalla caduta del duce all'armistizio          | Francesco Perfetti, Marco Mondini, Isabella Insolvibile                | | 5 novembre 2021  | Dino Grandi, Il mio paese. Ricordi autobiografici, Il Mulino, 1985                                                                    | Elena Aga Rossi, Una nazione allo sbando. 8 settembre 1943, Il Mulino, 2006                                                                        | Mario De Prospo, Resa nella guerra totale, Le Monnier, 2016                                                                                                   |
| 21 | Medioevo storie e leggende                    | Alessandro Barbero, Tommaso Di Carpegna Falconieri, Lucio Villari      | | 8 novembre 2021  | Giorgio Falco, La polemica sul medioevo, Guida, 2009                                                                                  | (a cura di) Christiane Klapisch-Zuber, Storia delle donne. Il Medioevo, Laterza, 2017                                                              | Francesco Zambon, Bestiari tardoantichi e medievali, Bompiani, 2018                                                                                           |
| 22 | La Germania del muro                          | Ernesto Galli Della Loggia, Giovanni Sabbatucci, David Bidussa         | | 9 novembre 2021  | Timothy Garton Ash, Il dossier, Mondadori, 1998                                                                                       | Frederick Taylor, Il muro di Berlino. 13 agosto 1961 - 9 novembre 1989, Mondadori, 2009                                                            | Gustavo Corni, Storia della Germania di Bismarck a Merkel, Il Saggiatore, 2017                                                                                |
| 23 | Grandi giornalisti italiani del '900          | Francesco Perfetti                                                     | | 10 novembre 2021 | Raffaele Liucci, Leo Longanesi. Un borghese corsaro tra fascismo e repubblica, Carocci, 2016                                          | Giovanni Ansaldo, Il giornalista di Ciano. Diari 1932-1943, Il Mulino, 2000                                                                        | Marcello Staglieno, Montanelli. Novant'anni controconrrente, Mondadori, 2001                                                                                  |
| 24 | Ritratti di Presidenti USA                    | Mauro Canali, Ferdinando Fasce, Raffaella Baritono                     | | 11 novembre 2021 | Franklin Delano Roosevelt, Guardare al futuro. La politica contro l'inerzia della crisi, Castelvecchi, 2018                           | Robert Dallek, JFK. Una vita incompiuta, Mondadori, 2004                                                                                           | Ferdinando Fasce, I presidenti USA. Due secoli di storia, Carocci, 2008                                                                                       |
| 25 | Togliatti e il Partito Comunista Italiano     | Giovanni Sabbatucci                                                    | | 12 novembre 2021 | Elena Aga Rossi, Victor Zaslavsky, Togliatti e Stalin. IL PCI e la politica estera staliniana negli archivi di Mosca, Il Mulino, 1997 | Antonio Gambino, Storia del dopoguerra. Dalla liberazione al potere DC, Laterza 1975                                                               | Aldo Agosti, Palmiro Togliatti, UTET, 1996 |
| 26 | Garibaldi e il Risorgimento italiano          | Gilles Pécout, Lucio Villari, Eva Cecchinato                           | | 15 novembre 2021 | Lucy Riall, Garibaldi. L'invenzione di un eroe, Laterza, 2007                                                                         | Alexandre Dumas, Viva Garibaldi, Einaudi, 2004 | Silvia Cavicchioli, Anita. Storia e mito di Anita Garibaldi, Einaudi, 2017                                                                                    |
| 27 | I ribelli della chiesa                        | Alberto Melloni                                                        | | 16 novembre 2021 | (a cura di) V. Oldano, F. Ruozzi, A. Canfora, Don Milani tutte le opere, I Meridiani, 2017                                            | Giacomo Lercaro, Per la forza dello spirito. Discorsi conciliari, EDB, 2014                                                                        | Giovanni Franzoni, Autobiografia di un cattolico marginale, Rubbettino, 2014                                                                                  |
| 28 | Campi di concentramento                       | Alessandro Barbero, Anna Foa, Barbara Berruti                          | | 17 novembre 2021 | Raul Hilberg, La distruzione degli ebrei d'Europa, Einaudi, 1999                                                                      | Marina Cattaruzza, Istvan Deak, Il processo di Norimberga, UTET, 2006                                                                              | Robert Gordon, Scolpitelo nei cuori. L'olocausto nella cultura italiana (1944-2010), Bollati Boringhieri, 2013                                                |
| 29 | Le forme della resistenza                     | Isabella Insolvibile, Agostino Giovagnoli, Silvia Salvatici            | | 18 novembre 2021 | Matteo Petracci, Partigiani d'oltremare. Dal corno d'Africa alla resistenza italiana, Pacini Editore, 2019                            | Andrea Riccardi, L'inverno più lungo. 1943-44: Pio XII, gli ebrei e i nazisti a Roma, Laterza, 2008                                                | Gioacchino Lanotte, Segnale radio. Musica e propaganda radiofonica nell'Italia nazifascista (1943-1945), Morlacchi, 2014                                      |
| 30 | Stato ed economia nel secondo dopoguerra      | Agostino Giovagnoli                                                    | | 19 novembre 2021 | AA.VV., Fanfani e la casa, Rubbettino, 2002                                                                                           | (a cura di) Svimez, La dinamica economica del mezzogiorno, Il Mulino, 2015                                                                         | (a cura di) Valerio Castronovo, Storia dell'IRI, Laterza, 2012-2015                                                                                           |
| 31 | L'Unità d'Italia                              | Lucio Villari                                                          | | 22 novembre 2021 | Massimo Mila, L'arte di Verdi, Einaudi, 1980                                                                                          | William De la Rive, Vita di Cavour, Biblioteca universale Rizzoli, 1951                                                                            | Intervista di Mino Monicelli, Argan. Un'idea di Roma, Editori Riuniti, 1979                                                                                   |
| 32 | Seconda guerra mondiale. I tre grandi alleati | Mauro Canali, Mario del Pero, Ernesto Galli Della Loggia               | David Ognibene Guglielmo Motta Gregorio Staglianò Marcello Reggiani Roberta La Fortezza                                                                          | 23 novembre 2021 | Martin Gilbert, Churchill la vita politica e privata, Mondadori, 2014                                                                 | Richard Overy, La strada della vittoria, Il Mulino, 2002                                                                                           | Jost Dulffer, Yalta 4 febbraio 1945, Il Mulino, 1999 |
| 33 | Le donne resistenti                           | Barbara Berruti, Valeria Paola Babini, Silvia Salvatici                | | 24 novembre 2021 | Ada Gobetti, Diario partigiano, Einaudi, 1956                                                                                         | Laura Di Nicola, Intellettuali italiane del novecento, Pacini, 2012                                                                                | Alba De Cespedes, Romanzi, Mondadori, 2011 |
| 34 | Diritti delle donne. Le grandi battaglie      | Silvia Salvatici                                                       | | 25 novembre 2021 | Fiamma Lussana, L'Italia del divorzio. La battaglia fra stato, chiesa e gente comune (1946-1974), Carocci, 2014                       | Maria Letizia Pruna, Donne al lavoro, Il Mulino, 2007                                                                                              | (a cura di) Simona Feci, La violenza contro le donne nella storia, Viella, 2017                                                                               |
| 35 | Tre casi di cronaca del XX secolo             | Lisa Roscioni, David Bidussa, Alberto Melloni                          | | 26 novembre 2021 | Lisa Roscioni, Lo smemorato di Collegno. Storia italiana di un'eredità contesa, Einaudi, 2009                                         | Gian Franco Venè, Pena di morte, Bompiani, 1984 | Gianni Baget Bozzo, Cattolici e democristiani, Rizzoli, 1994                                                                                                  |
| 36 | La fine del colonialismo inglese              | Franco Cardini                                                         | | 29 novembre 2021 | Mario Bussagli, Profili dell'India antica e moderna, RAI ERI, 1959                                                                    | Mohandas Karamchand Gandhi, La mia vita per la libertà, Ed. Vari, 1929                                                                             | Ranajit Guha, Gayatri Chakravorty Spivak, Subaltern Studies. Modernità e (post) colonialismo Ombre corte, 2002                                                |
| 37 | Esploratori tra colonialismo e fascismo       | Giancarlo Monina, Francesco Perfetti, Isabella Insolvibile             | | 30 novembre 2021 | Nicola Labanca, Oltremare. Storia dell'espansione coloniale italiana, Il Mulino, 2002                                                 | Enrica Garzilli, L'esploratore del duce. Le avventure di Giuseppe Tucci e la politica italiana in Oriente da Mussolini a Andreotti, Asiatica, 2012 | Claudio Sicolo, Umberto Nobile e l'Italia al Polo Nord. Politica e storia nelle carte inedite 1928-1978, Aracne Editrice, 2020                                |
| 38 | L'Italia e la Mafia                           | Giovanni De Luna, Alberto Melloni, Salvatore Lupo                      | | 1 Dicembre 2021  | Salvatore Lupo, La mafia. Centosessant'anni di storia, Donzelli, 2018                                                                 | Alessandra Dino, La mafia devota. Chiesa, religione, cosa nostra, Laterza, 2008                                                                    | Giovanni Falcone e Marcelle Padovani, Cose di cosa nostra, Rizzoli, 1991                                                                                      |
| 39 | Donne contro il nazismo                       | Emilio Gentile, Alberto Melloni                                        | | 2 dicembre 2021  | Edith Stein, La ricerca della verità. Dalla fenomenologia alla filosofia cristiana, Città Nuova, 1999                                 | Simone Weil, Sulla Germania Totalitaria, Adelphi, 1990                                                                                             | Paolo Ghezzi, La rosa bianca. La resistenza al nazismo in nome della libertà, San Paolo, 2006                                                                 |
| 40 | Seconda guerra mondiale, le grandi battaglie  | Alessandro Barbero                                                     | Matteo Marroni Saverio Albertano Davide Esposito Emanuela Lucchetti Maria Grazie Cinti Ilaria Fazzini                                                            | 3 dicembre 2021  | Correlli Barnett, I generali del deserto, Longanesi, 2001                                                                             | Antony Beevor, Stalingrado, Rizzoli, 1998 | Max Hastings, Overlord. Il D-Day e la battaglia di Normandia, Beat, 2017                                                                                      |

## Ascolti
| Puntate | Data             | Titolo                                        | Telespettatori | Share |
| ------- | ---------------- | --------------------------------------------- | -------------- | ----- |
| 1       | 11 ottobre 2021  | Roma l'alto impero                            | 596.000        | 4.2%  |
| 2       | 12 ottobre 2021  | Gli esordi del Nazismo                        | 630.000        | 4.7%  |
| 3       | 13 ottobre 2021  | Nord Africa i leader della decolonizzazione   | 559.000        | 4.2%  |
| 4       | 14 ottobre 2021  | Prigionieri nella II guerra mondiale          | 511.000        | 3.7%  |
| 5       | 15 ottobre 2021  | I papi postconciliari                         | 511.000        | 3.7%  |
| 6       | 18 ottobre 2021  | Roma dal vecchio al nuovo impero              | 599.000        | 4.3%  |
| 7       | 19 ottobre 2021  | Il progetto di conquista del III Reich        | 572.000        | 4.2%  |
| 8       | 20 ottobre 2021  | Ritratti di donne del '900                    | 532.000        | 3.9%  |
| 9       | 21 ottobre 2021  | Il primo dopoguerra                           | 635.000        | 4.7%  |
| 10      | 22 ottobre 2021  | La rivoluzione francese                       | 562.000        | 4.1%  |
| 11      | 25 ottobre 2021  | Gli imperi medievali                          | 609.000        | 4.4%  |
| 12      | 26 ottobre 2021  | Gli italiani nella II guerra mondiale         | 595.000        | 4.4%  |
| 13      | 27 ottobre 2021  | La Russia comunista                           | 553.000        | 4.2%  |
| 14      | 28 ottobre 2021  | Il fascismo e l'italiano nuovo                | 588.000        | 4.5%  |
| 15      | 29 ottobre 2021  | L'America degli anni Venti                    | 480.000        | 3.5%  |
| 16      | 1º novembre 2021 | Storie di santi e mistici                     | 654.000        | 3.8%  |
| 17      | 2 novembre 2021  | America tra sogni e paure                     | 567.000        | 4%    |
| 18      | 3 novembre 2021  | Gli anni del boom                             | 714.000        | 4.9%  |
| 19      | 4 novembre 2021  | La Grande Guerra                              | 652.000        | 4.7%  |
| 20      | 5 novembre 2021  | Dalla caduta del duce all'armistizio          | 607.000        | 4.3%  |
| 21      | 8 novembre 2021  | Medioevo storie e leggende                    |                |       |
| 22      | 9 novembre 2021  | La Germania del muro                          |                |       |
| 23      | 10 novembre 2021 | Grandi giornalisti italiani del '900          |                |       |
| 24      | 11 novembre 2021 | Ritratti di Presidenti USA                    |                |       |
| 25      | 12 novembre 2021 | Togliatti e il Partito Comunista Italiano     |                |       |
| 26      | 15 novembre 2021 | Garibaldi e il Risorgimento italiano          |                |       |
| 27      | 16 novembre 2021 | I ribelli della chiesa                        |                |       |
| 28      | 17 novembre 2021 | Campi di concentramento                       |                |       |
| 29      | 18 novembre 2021 | Le forme della resistenza                     |                |       |
| 30      | 19 novembre 2021 | Stato ed economia nel secondo dopoguerra      |                |       |
| 31      | 22 novembre 2021 | L'Unità d'Italia                              |                |       |
| 32      | 23 novembre 2021 | Seconda guerra mondiale. I tre grandi alleati |                |       |
| 33      | 24 novembre 2021 | Le donne resistenti                           |                |       |
| 34      | 25 novembre 2021 | Diritti delle donne. Le grandi battaglie      |                |       |
| 35      | 26 novembre 2021 | Tre casi di cronaca del XX secolo             |                |       |
| 36      | 29 novembre 2021 | La fine del colonialismo inglese              |                |       |
| 37      | 30 novembre 2021 | Esploratori tra colonialismo e fascismo       |                |       |
| 38      | 1º dicembre 2021 | L'Italia e la Mafia                           |                |       |
| 39      | 2 dicembre 2021  | Donne contro il nazismo                       |                |       |
| 40      | 3 dicembre 2021  | Seconda guerra mondiale, le grandi battaglie  |                |       |